# Saljut 1
Saljut 1 (ryska: Салют-1) eller DOS-1, var en sovjetisk rymdstation. Den var både Sovjetunionens och världens första rymdstation. Ombord fanns bland annat rymdobservatoriet Orion 1.
Stationen besöktes av två bemannade farkoster, Sojuz 10 och Sojuz 11. Endast Sojuz 11s besättning  kunde ta sig in i rymdstationen, på grund av ett fel i Sojuz 10s dockningsmekanism.
Rymdstationen återinträdde i jordens atmosfär och brann upp den 11 oktober 1971.

## Farkoster som besökt stationen
| Farkost  | Dockning                                                 | Besättning                                                |
| -------- | -------------------------------------------------------- | --------------------------------------------------------- |
| Sojuz 10 | 23 april - 25 april 1971                                 | Vladimir Sjatalov Aleksej Jelisejev Nikolaj Rukavisjnikov |
| Sojuz 10 | Dockningen misslyckades                                  |                                                           |
| Sojuz 11 | 6 juni - 29 juni 1971                                    | Georgij Dobrovolskij Viktor Patsajev Vladislav Volkov     |
| Sojuz 11 | Besättningen omkom under återinträde i jordens atmosfär. |                                                           |

### Fotnoter
1. ↑  ”NASA Space Science Data Coordinated Archive” (på engelska). NASA. https://nssdc.gsfc.nasa.gov/nmc/spacecraft/display.action?id=1971-032A. Läst 22 mars 2020.
2. ↑  Manned Astronautics - Figures & Facts Arkiverad 1 april 2016 hämtat från the Wayback Machine., läst 15 juli 2016.